# Матэ, Василий Васильевич
Васи́лий Васи́льевич Матэ́ (Маттэ) (нем. Wilhelm Johann Mathé́; 23 февраля [6 марта] 1856, Вержболово, Августовская губерния — 9 [22] апреля 1917, Петроград) — русский гравёр немецкого происхождения, ксилограф и офортист, выдающаяся фигура среди петербургских художников Серебряного века, педагог. Действительный член (с 1893) и академик (с 1899) Императорской Академии художеств, профессор-руководитель гравировальной мастерской Высшего художественного училища (с 1894), наставник многочисленной группы учеников, известной под его именем — так называемой «школы Матэ». Действительный статский советник (1913).

## Образование

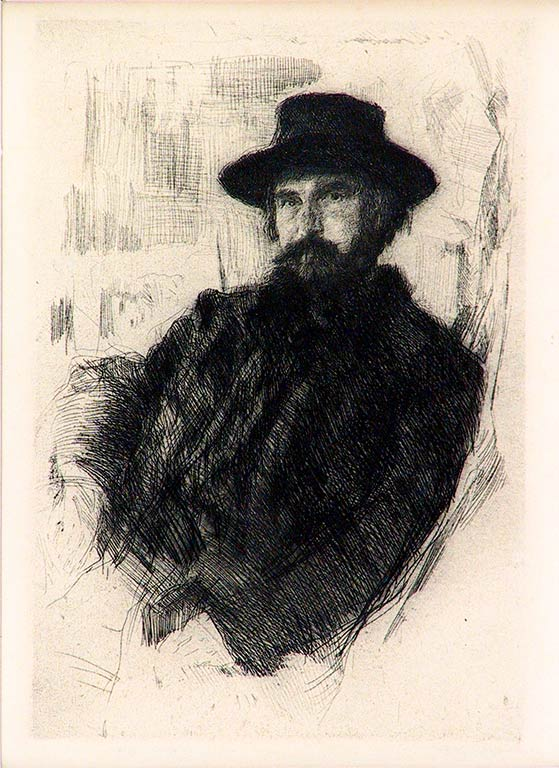
Портрет В. В. Матэ.
Офорт В. А. Серова. Ок. 1899 г.

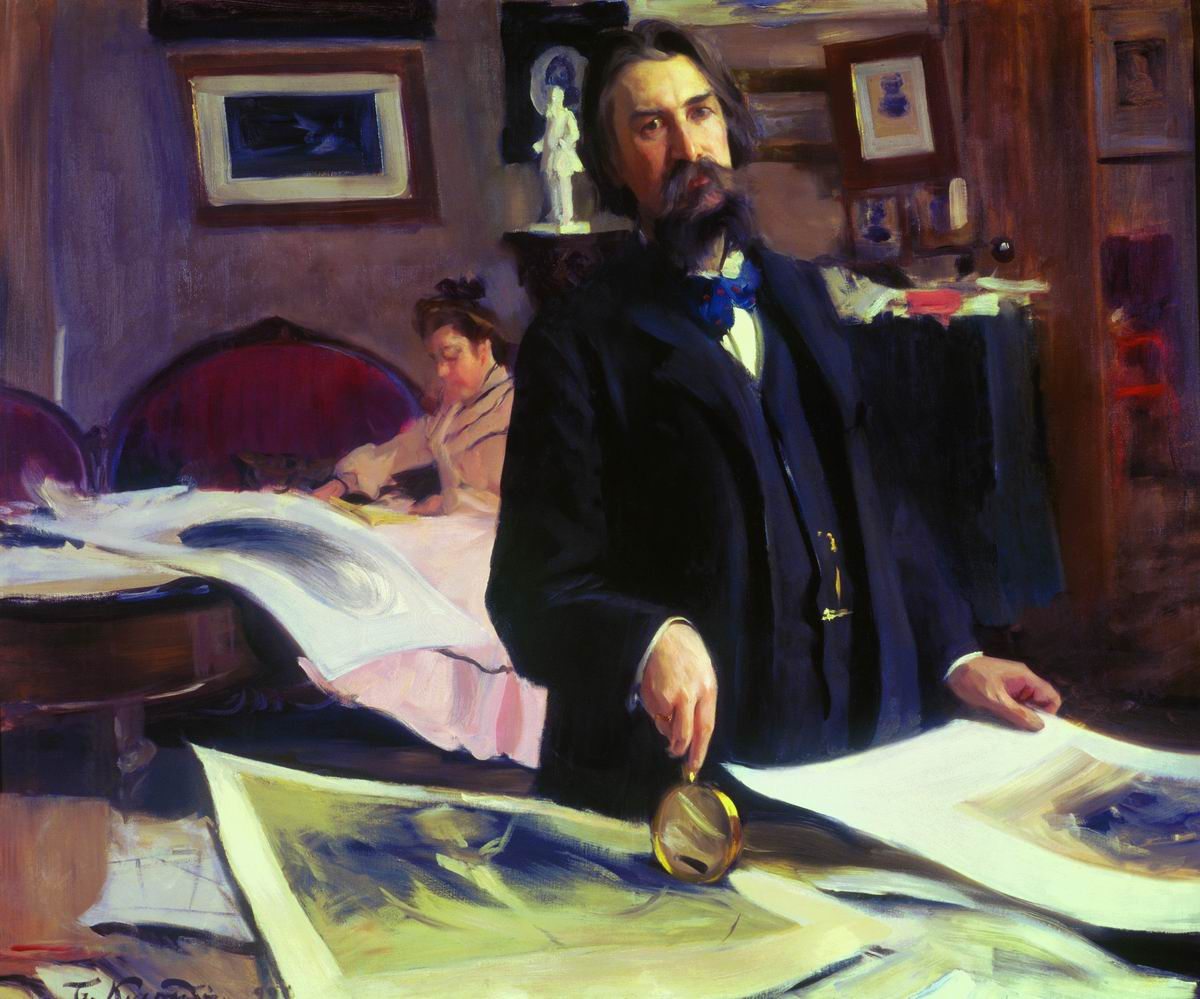
В. В. Матэ — работа Бориса Кустодиева (1902)

Родился 23 февраля (6 марта) 1856 года в Вержболово Августовской губернии в семье железнодорожного инженера. Общее образование получил в петербургском Реформатском училище, где окончил пять классов. В 1870 году поступил в Рисовальную школу при Обществе поощрения художеств, где начал учиться рисунку у Рудольфа Жуковского (согласно И. Лазаревскому и вслед за ним персоналии БРЭ); там же, начиная с 1872 года, занимался гравированием под руководством Лаврентия Серякова. По окончании школы, пожелав дальше изучать гравюру, Матэ поступил на обучение в Императорскую Академию художеств (1875—1880) в гравировальный класс Фёдора Иордана. Получив серебряную медаль за политипажную гравюру с этюда головы Иоанна Крестителя, сделанного А. А. Ива́новым для картины «Явление Христа народу», он был в 1880 году отправлен в Париж; учился у Франсуа Паннемакера, искусство офорта изучал под руководством Клода-Фердинанда Гальяра.
В 1884 году удостоен звания классного художника второй степени, в 1893 — действительного члена Академии художеств, в 1899 — звания академика гравирования. В Академии занимал должности заведующего гравёрным отделением и профессора — руководителя мастерской.

## Творчество
Матэ не был автором каких-либо значительных оригинальных произведений; он был одним из основных граверов в России в конце XIX века. Матэ — автор многочисленных офортов и ксилографий (гравюр на дереве) — портретов деятелей русской истории и культуры. Воспроизводя картины и рисунки крупнейших русских художников 2-й половины XIX века: В. М. Васнецова, И. Е. Репина, В. И. Сурикова, И. П. Трутнева и многих других, он тем самым способствовал популяризации русского искусства.
Также он воспроизводил работы Мурильо, Рембрандта и др.
Многочисленные политипажи Матэ, живописно-мягкие и выразительные, печатались в журналах «Пчела», «Русская старина», «Исторический вестник», «Живописное обозрение», «Всемирная иллюстрация», в популярных хрестоматиях и других изданиях.
С 1899 года Матэ перешёл с ксилографии на технику офорта (всего 278 листов, 225 из них — портреты), которая, по его мнению, давала большие возможности, позволяла добиваться ему сходства с шероховатой линией карандаша, текучестью мазка.

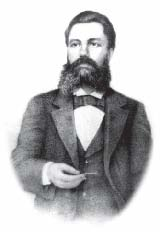
А. И. Томишко
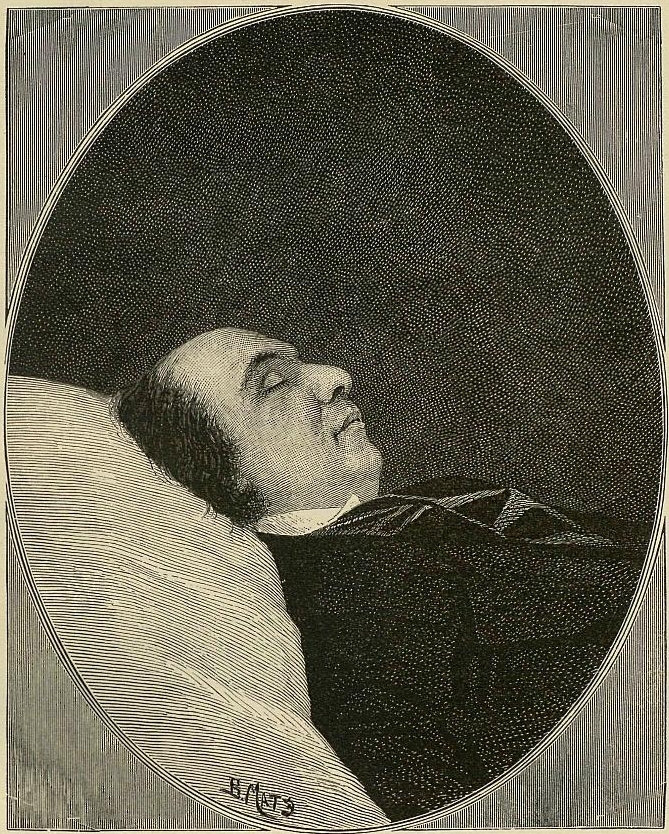
Т. Н. Грановский
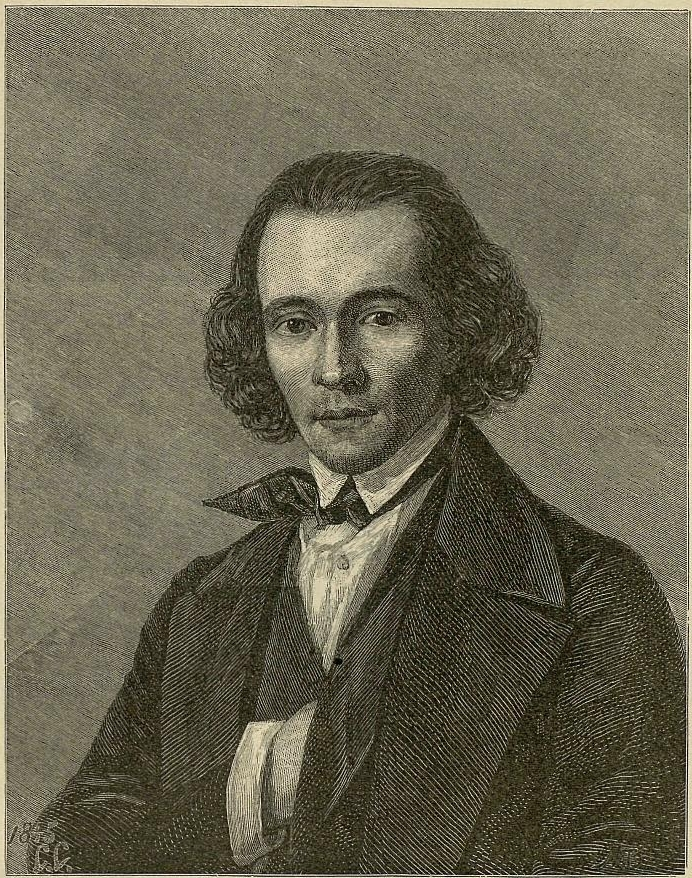
А. Н. Серов
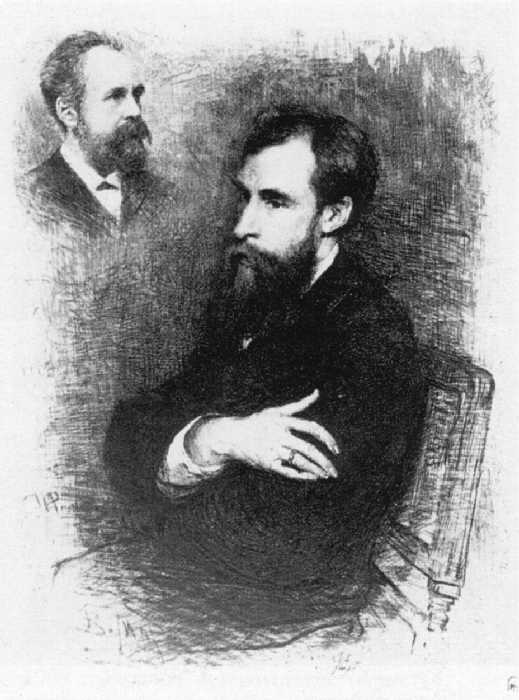
П. М. Третьяков
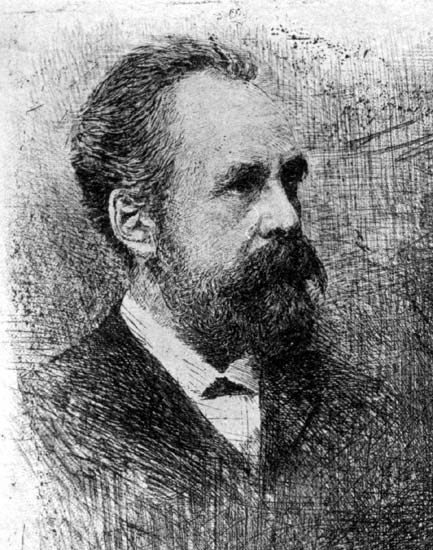
С. М. Третьяков
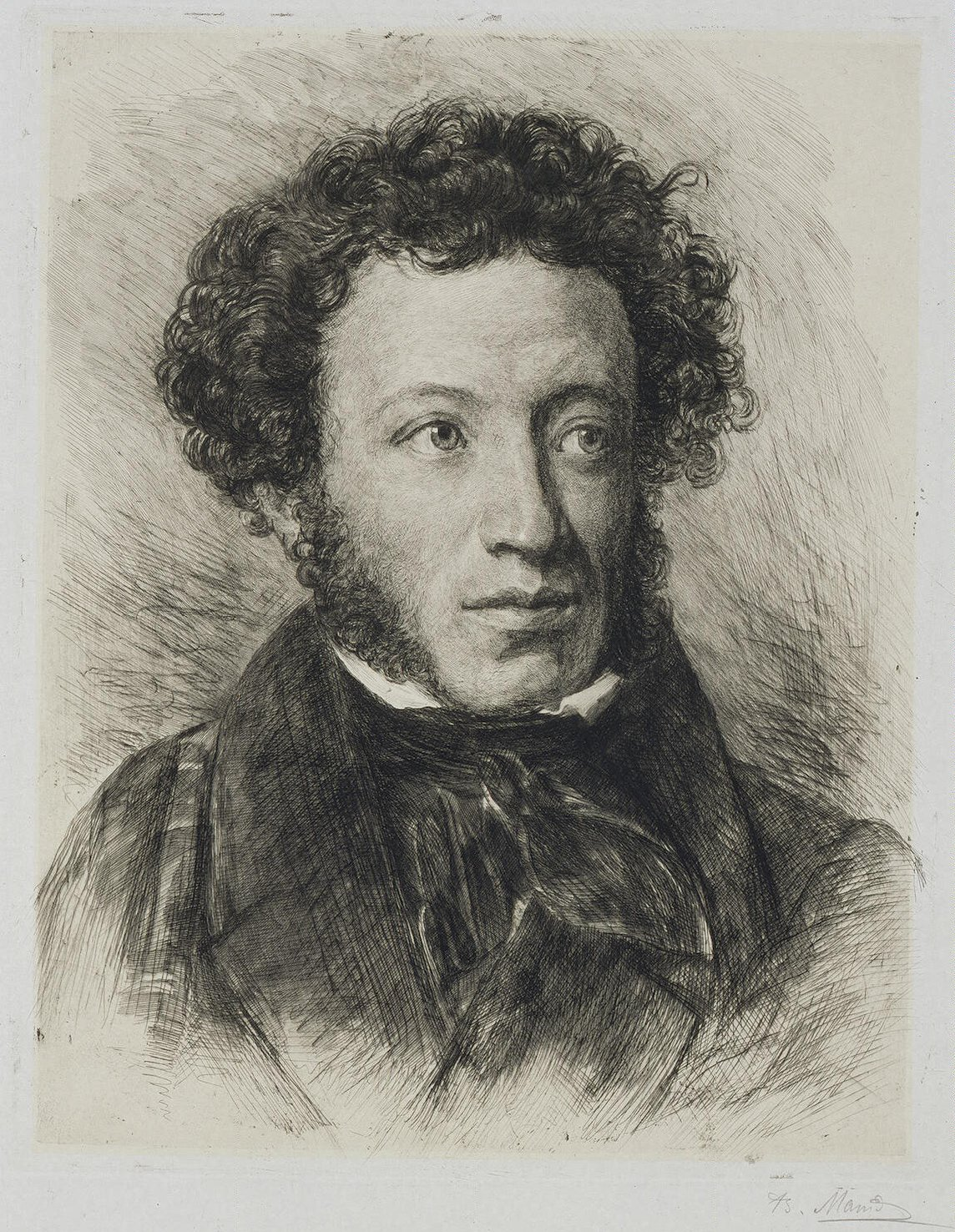
А. С. Пушкин
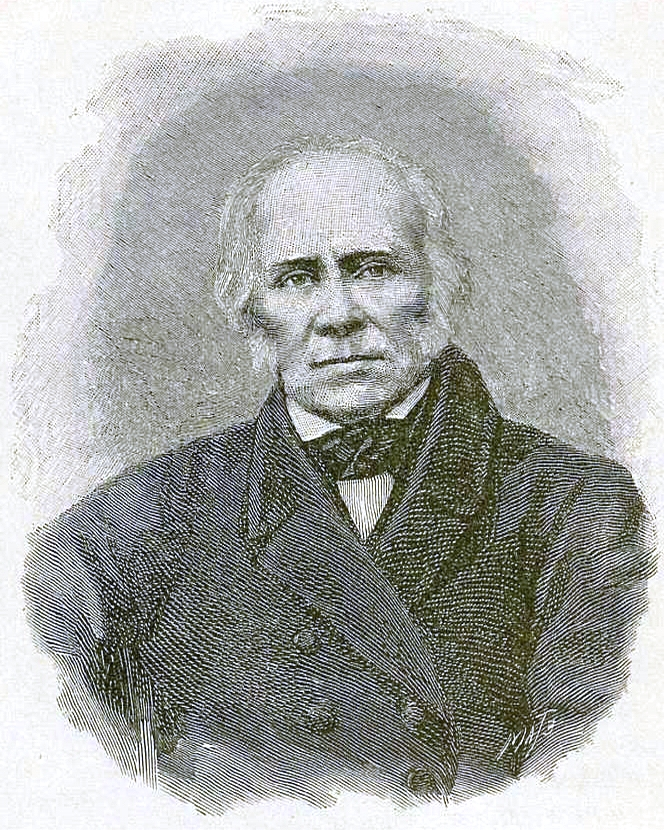
В. Н. Каразин
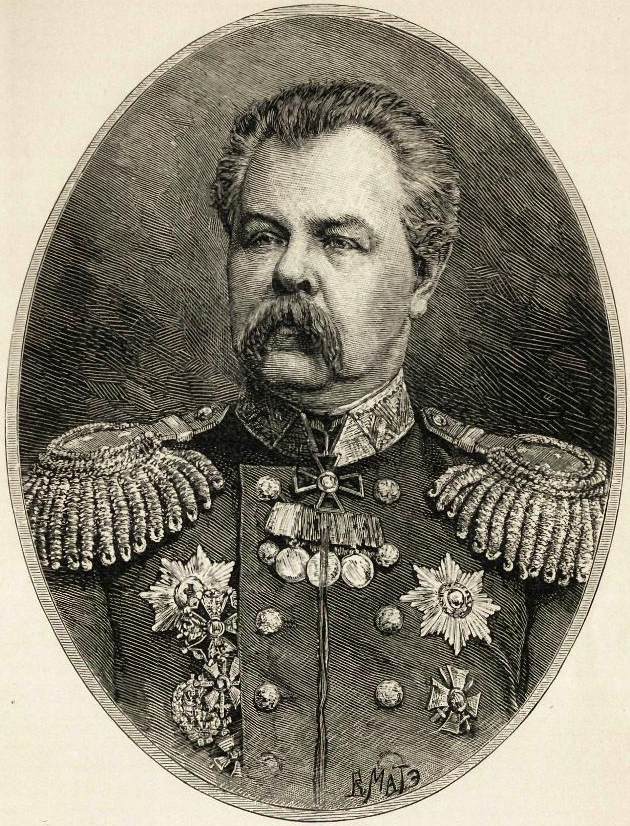
П. Д. Зотов
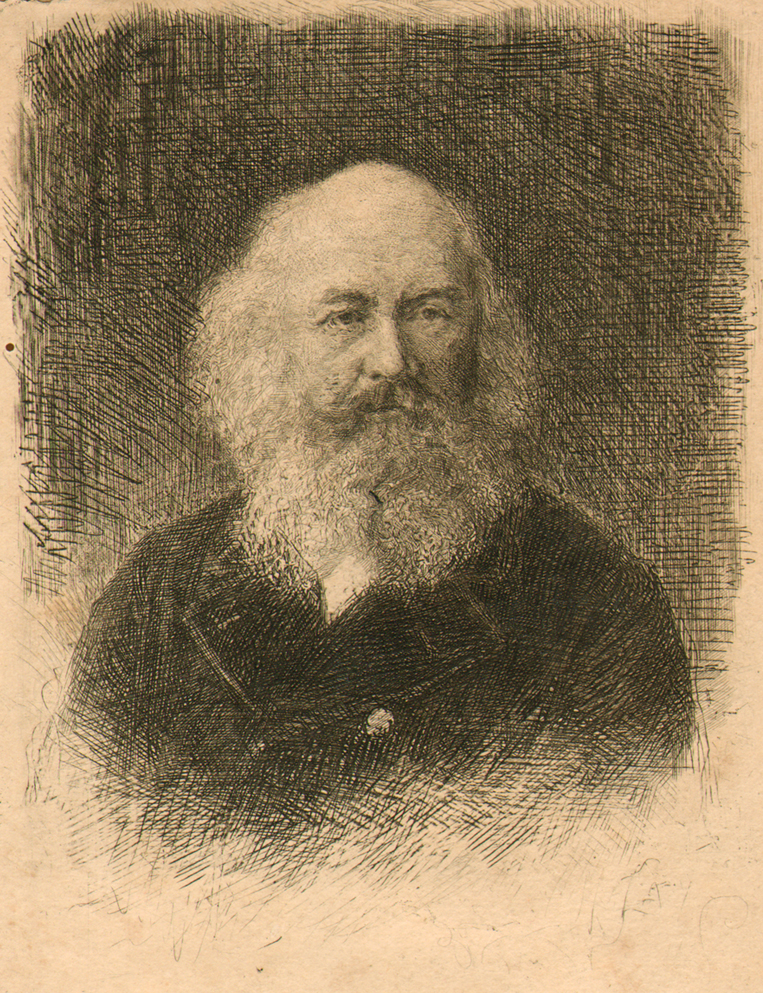
Д. А. Ровинский
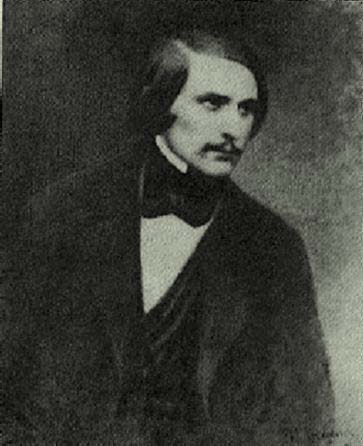
Н. В. Гоголь

## Преподавательская деятельность

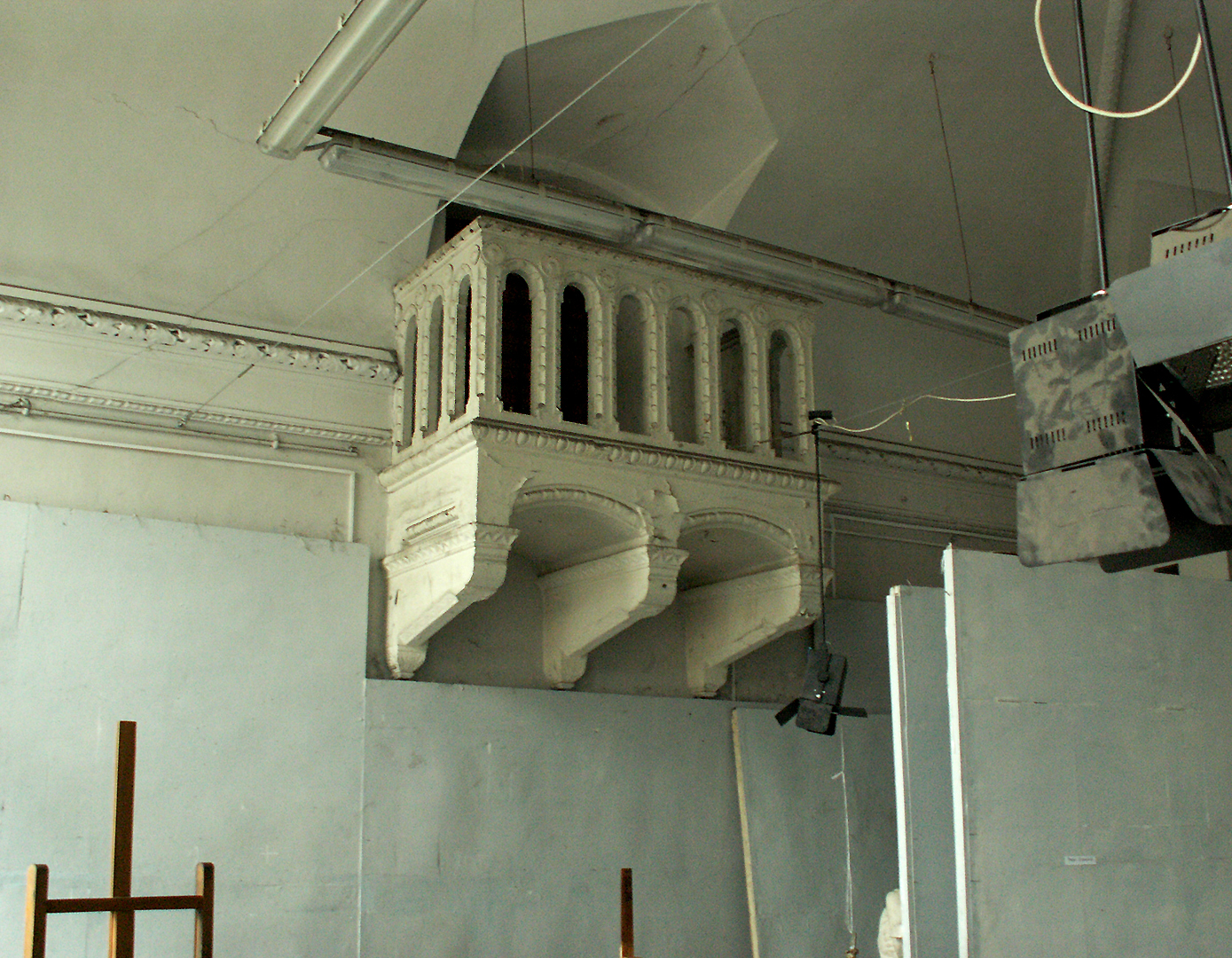
Балкон в академической мастерской В. В. Матэ, выход на который был из его квартиры, и с которого он руководил занятиями студентов. Фото 2011 г.

Преподавал в Санкт-Петербурге в Центральном училище технического рисования барона А. Л. Штиглица (1884—1909), Рисовальной школе общества поощрения художеств (с 1911), в Высшем Художественном училище при Императорской Академии художеств (1894—1917). В числе его учеников — Анна Остроумова-Лебедева, Иван Павлов, Николай Герардов, Адриан Каплун, Вадим Фалилеев, Павел Шиллинговский, Валентин Быстренин и другие.
Под руководством В. В. Матэ занимались офортом и состоявшиеся мастера: живописцы Илья Репин и Валентин Серов, архитектор Иван Фомин.
Умер 9 (22) апреля 1917 года в Петрограде.

## Публикации
- Матэ В. В. Гравюра и ея самостоятельное значение / В. В. Матэ // Труды Всероссийского съезда художников в Петрограде : [декабрь 1911 — январь 1912]. — Петроград : Товарищество Р. Голике и А. Вильборг, 1915. — Т. 3. — С. 32–34. — 190 с., 62 л. ил. : ил. — OCLC 1085960896.